# Trilogía de Wolverine
La trilogía de Wolverine, basada en el personaje ficticio Wolverine de Marvel Comics, comprende tres películas de acción y ciencia ficción de la serie fílmica de X-Men: X-Men Origins: Wolverine (2009), The Wolverine (2013) y Logan (2017).

## Películas
| Película                 | Fecha de lanzamiento | Director      | Guionista (s)                              | Historia                   | Productor                                                       |
| ------------------------ | -------------------- | ------------- | ------------------------------------------ | -------------------------- | --------------------------------------------------------------- |
| X-Men Origins: Wolverine | 1 de mayo de 2009    | Gavin Hood    | David Benioff & Skip Woods                 | David Benioff & Skip Woods | Lauren Shuler Donner, Ralph Winter, Hugh Jackman & John Palermo |
| The Wolverine            | 26 de julio de 2013  | James Mangold | Mark Bomback & Scott Frank                 | Mark Bomback & Scott Frank | Lauren Shuler Donner & Hutch Parker                             |
| Logan                    | 3 de marzo de 2017   | James Mangold | Scott Frank, James Mangold & Michael Green | James Mangold              | Lauren Shuler Donner, Simon Kinberg & Hutch Parker              |

### X-Men Origins: Wolverine(2009)
En la película, se narra la vida de Logan desde su juventud en el siglo XIX, hasta su paso en los años 80 por Arma X, el proyecto de William Stryker para convertir a distintos mutantes en criminales de guerra.

### The Wolverine(2013)
La película comienza después de los eventos de X-Men: The Last Stand y muestra a un Wolverine que pasa uno de sus momentos más oscuros, hasta que una joven asiática le convence para que vaya a Japón donde una persona de su pasado le espera. Se trata de un viejo conocido de Nagasaki que en su lecho de muerte desea saldar una antigua deuda por lo que le hace un regalo. Dicho regalo le sumerge en un mundo totalmente desconocido que le cambiará para siempre.

### Logan(2017)
En un mundo distópico donde han dejado de existir los mutantes, un cansado Logan y un enfermo Charles Xavier que están intentando pasar desapercibidos juntos deben superar la pérdida de los X-Men. Sus intentos por desaparecer se vendrán abajo cuando intenten hacer frente a fuerzas militares con el fin de proteger a una joven mutante cuyos poderes son similares a los de Logan.

## Reparto y personajes
|                                                         |
| Hugh Jackman, protagonista de la trilogía de Wolverine. |

|                                                             |
| Liev Schreiber, coprotagonista de X-Men Origins: Wolverine. |

|                                                        |
| Danny Huston, antagonista de X-Men Origins: Wolverine. |

|                                                  |
| Rila Fukushima, coprotagonista de The Wolverine. |

|                                                      |
| Svetlana Khodchenkova, antagonista de The Wolverine. |

|                                                |
| Will Yun Lee, co-antagonista de The Wolverine. |

|                                      |
| Dafne Keen, coprotagonista de Logan. |

|                                                                                             |
| Patrick Stewart, coprotagonista de Logan y personaje principal de la serie fílmica de X-Men |

|                                      |
| Boyd Holbrook, antagonista de Logan. |

|                                  | X-Men Origins: Wolverine (2009)            | The Wolverine (2013)                     | Logan (2017)     |
| -------------------------------- | ------------------------------------------ | ---------------------------------------- | ---------------- |
| James "Logan" Howlett Wolverine  | Hugh Jackman                               | Hugh Jackman                             | Hugh Jackman     |
| Charles Xavier Profesor X        | Patrick Stewart (cameo)                    | Patrick Stewart (cameo)                  | Patrick Stewart  |
| Victor Creed Dientes de Sable    | Liev Schreiber                             |                                          |                  |
| William Stryker                  | Danny Huston                               |                                          |                  |
| Kayla Silverfox Silver Fox       | Lynn Collins                               |                                          |                  |
| Remy LeBeau Gambito              | Taylor Kitsch                              |                                          |                  |
| John Wraith Spectre              | Will.i.am                                  |                                          |                  |
| Frederick "Fred" J. Dukes Blob   | Kevin Durand                               |                                          |                  |
| Christopher "Chris" Bradley Bolt | Dominic Monaghan                           |                                          |                  |
| David North Agente Zero          | Daniel Henney                              |                                          |                  |
| Wade Wilson Deadpool/Arma XI     | Ryan Reynolds Scott Adkins (doble/Arma XI) |                                          |                  |
| Scott Summers Cyclops            | Tim Pocock                                 |                                          |                  |
| Emma Silverfox                   | Tahyna Tozzi                               |                                          |                  |
| John Howlett                     | Peter O' Brien                             |                                          |                  |
| Elizabeth Howlett                | Alice Parkinson                            |                                          |                  |
| Thomas Logan                     | Aaron Jeffrey                              |                                          |                  |
| Heather Hudson                   | Julia Blake                                |                                          |                  |
| Travis Hudson                    | Max Cullen                                 |                                          |                  |
| Yukio                            |                                            | Rila Fukushima                           |                  |
| Mariko Yashida                   |                                            | Tao Okamoto                              |                  |
| Ichirō Yashida Samurái plateado  |                                            | Haruhiko Yamanouchi Ken Yamamura (joven) |                  |
| Ophelia Sarkissian Viper         |                                            | Svetlana Khodchenkova                    |                  |
| Erik Lehnsherr Magneto           |                                            | Ian McKellen (cameo)                     |                  |
| Jean Grey Fénix                  |                                            | Famke Janssen                            |                  |
| Kenuichio Harada                 |                                            | Will Yun Lee                             |                  |
| Noburo Mori                      |                                            | Brian Tee                                |                  |
| Laura Kinney X-23                |                                            |                                          | Dafne Keen       |
| Caliban                          |                                            |                                          | Stephen Merchant |
| Donald Pierce                    |                                            |                                          | Boyd Holbrook    |

## Recepción

### Taquilla
| Película                 | Estreno (Estados Unidos) | Ingresos       | Ingresos      | Ingresos       | Posición  | Posición | Presupuesto  |
| Película                 | Estreno (Estados Unidos) | Estados Unidos | Internacional | Mundial        | Dómestico | Mundial  | Presupuesto  |
| ------------------------ | ------------------------ | -------------- | ------------- | -------------- | --------- | -------- | ------------ |
| X-Men Origins: Wolverine | 30 de abril de 2009      | $179 883 157   | $193 179 707  | $373 062 864   | 215       | 258      | $150 000 000 |
| The Wolverine            | 24 de julio de 2013      | $132 556 852   | $282 271 394  | $414 828 246   | 387       | 218      | $120 000 000 |
| Logan                    | 3 de marzo de 2017       | $224 750 201   | $381 109 423  | $612 468 450   | 137       | 122      | $97.000.000  |
| Total                    | Total                    | $537 190 210   | $856 560 524  | $1 400 359 560 |           |          | $367 000 000 |

### Recepción de la crítica
| Película                 | Rotten Tomatoes        | Rotten Tomatoes      | Rotten Tomatoes       | Metacritic       | CinemaScore | IMDb                | FilmAffinity       |
| Película                 | Reacción de la crítica | Críticos importantes | Recepción del público | Metacritic       | CinemaScore | IMDb                | FilmAffinity       |
| ------------------------ | ---------------------- | -------------------- | --------------------- | ---------------- | ----------- | ------------------- | ------------------ |
| X-Men Origins: Wolverine | 38% (259 críticas)     | 23% (73 críticas)    | 58% (580 414 votos)   | 40 (39 críticas) | B+          | 6.5 (518 000 votos) | 6.0 (56 994 votos) |
| The Wolverine            | 71% (262 críticas)     | 58% (65 críticas)    | 69% (252 174 votos)   | 61 (46 críticas) | A-          | 6.7 (480 000 votos) | 5.3 (34 506 votos) |
| Logan                    | 94% (430 reseñas)      | 89% (81 reseñas)     | 90% (78 789 votos)    | 77 (51 reseñas)  | A-          | 8.1 (795 000 votos) | 6.9 (36 143 votos) |
| Total                    | 67%                    | 57%                  | 72%                   | 59               | A-          | 7.1                 | 6.1                |